# منطقه حفاظت‌شده خان خنتی
منطقه حفاظت‌شده خان خنتی (به لاتین: Khan Khentii Strictly Protected Area) یک منطقه حفاظت‌شده در مغولستان است که در استان خنتی واقع شده‌است.